# Jean-Pierre Majou
Jean-Pierre Majou est un navigateur français, célèbre pour son naufrage tragique à l'île des Pingouins en 1887. 

## Biographie

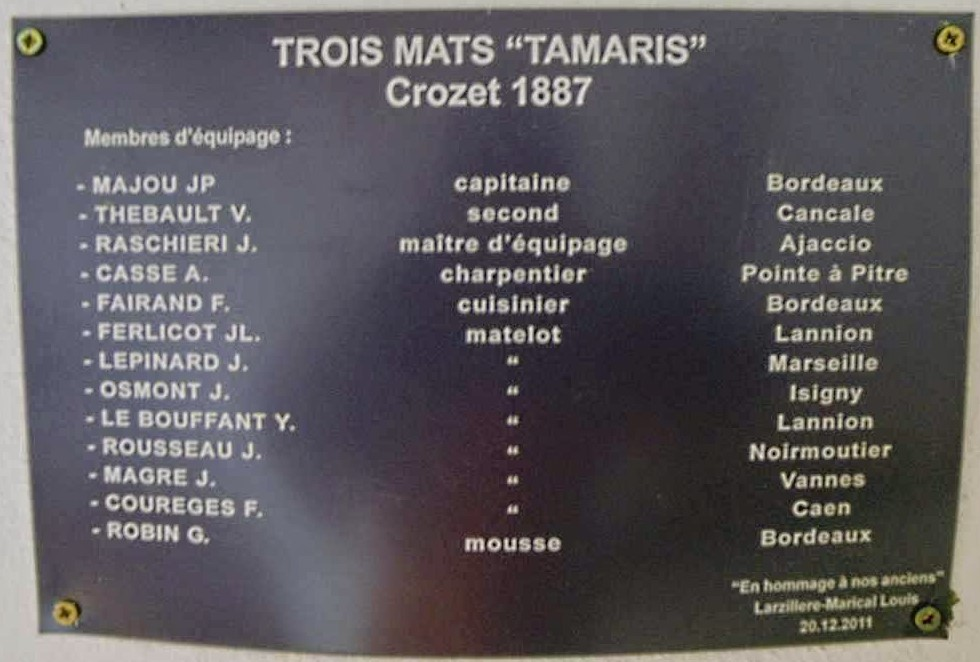
Plaque commémorative en souvenir des disparus du Tamaris, présente dans la chapelle Notre-Dame-des-Oiseaux de la base Alfred Faure (île de la Possession).

Peu de choses sont connues de la carrière de Jean-Pierre Majou avant son naufrage. En août 1881, il est second sur le cap-hornier Maputeo Ier, lorsque celui s'échoue à Corinto.
Le 28 novembre 1886, capitaine du cap-hornier Tamaris, il part de Bordeaux et fait naufrage sur des écueils de l'île des Pingouins dans l'archipel des Crozet le 9 mars 1887. 
Les survivants s'embarquent sur une chaloupe et rejoignent l'île aux Cochons. Ils ont alors sauvé trois cents livres de biscuits et une petite réserve d'eau. Ils se nourrissent des œufs de manchots et de la chair des phoques et d'un dépôt de vivres laissé en 1880 par le navire britannique Comus. 
Au bout de quatre mois, ils sont à bout de ressource et envoient le 4 août un message accroché au cou d'un albatros : « Treize naufragés français sont réfugiés aux Crozet, 4 août ». Ce message sera recueilli sur une plage de Fremantle en Australie occidentale le 22 septembre 1887. L'oiseau avait ainsi parcouru cinq mille cinq cents kilomètres en sept semaines. 
Pendant ce temps là, les naufragés construisent une embarcation et décident de quitter l'île aux Cochons le 30 septembre. Un navire français basé à Madagascar, l'aviso la Meurthe, commandé par le lieutenant de vaisseau Richard-Foy, prévenu par les autorités australiennes, est alors en route pour leur porter secours. Lorsqu'il débarque le 2 décembre 1887 sur l'île aux Cochons, Richard-Foy ne découvre que l'abri des marins et le journal du capitaine Majou. Il décide alors d'inspecter les côtes de l'île de la Possession, de l'île de l'Est, de l'île des Pingouins puis de l'île des Apôtres, en vain. Le 14 décembre, Richard-Foy ordonne le retour à Madagascar. On ne retrouvera jamais rien des naufragés du Tamaris. 
L'aventure du Tamaris inspira plusieurs romans dont Le fond d'un cœur de Marc de Chandplaix en 1891 et Le novice du Tamaris de Yves Le Scal en 1961.